# Ordine militare di Guglielmo
L'ordine militare di Guglielmo (Militaire Willems-Orde) è la più antica e la più alta tra le onorificenze del Regno dei Paesi Bassi. Il motto dell'ordine è Voor Moed, Beleid en Trouw (Per coraggio, capacità di comando e lealtà).

## Storia

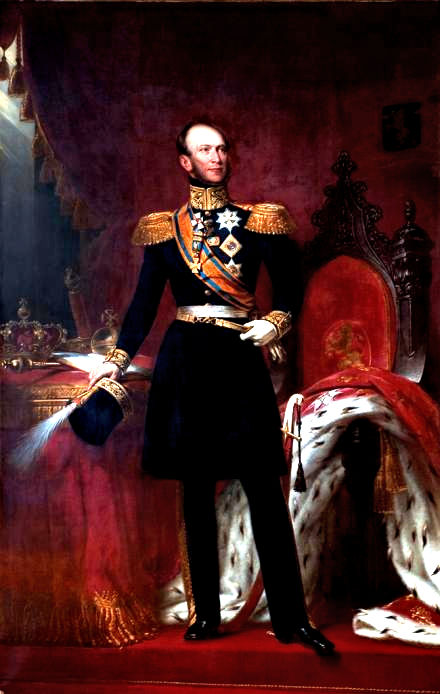
Re Guglielmo II che indossa l'insegna di cavaliere di gran croce dell'ordine.

La decorazione venne fondata il 30 aprile 1815 dal re Guglielmo I e veniva concessa a quanti si fossero distinti per atti straordinari di coraggio o sul campo di battaglia o come decorazione meritevole per i più alti ufficiali militari. Comparabile alla legion d'onore francese, venne però concessa più di rado e si distingue per essere il primo ordine al mondo concesso senza distinzioni di rango o nobiltà e non solo ai militari olandesi, ma anche a quelli stranieri.
I primi conferimenti dell'ordine avvennero proprio nel 1815 per quanti avessero combattuto contro Napoleone nella battaglia di Waterloo. Le prime gran croci vennero concesse dal re Guglielmo al duca di Wellington, al generale Blücher, al conte von Bülow-Dennewitz ed al conte von Gneisenau.
Durante il XIX secolo venne concesso per i militari distintisi nella Rivoluzione belga e per quanti avessero valorosamente servito negli scontri delle Indie Orientali Neerlandesi e soprattutto nella guerra di Aceh. Sino al 1940, 5.874 persone erano state insignite dell'ordine militare di Guglielmo. Nel 1940, esso fu concesso per quanti si fossero valorosamente distinti nel respingere l'attacco nazista del 10 maggio sferrato ai Paesi Bassi. Tra il 1944 e il 1945, con la liberazione del paese dall'occupazione tedesca, la decorazione venne concessa anche ai liberatori.

## Gradi
Con l'ultima revisione del 1945, vennero costituite le seguenti classi dell'ordine militare di Guglielmo.
- cavaliere di I classe o gran croce
- cavaliere di II classe o commendatore
- cavaliere di III classe o ufficiale
- cavaliere di IV classe o cavaliere

La gran croce venne concessa per la difesa dello stato dei Paesi Bassi anche a capi di Stato stranieri come il presidente statunitense Franklin Delano Roosevelt, il re Giorgio VI d'Inghilterra.
| Medaglie                | Medaglie     | Medaglie  | Medaglie  |
| ----------------------- | ------------ | --------- | --------- |
|                         |              |           |           |
| Nastri                  |              |           |           |
| Cavaliere di Gran Croce | Commendatore | Ufficiale | Cavaliere |

## Galleria d'Immagini

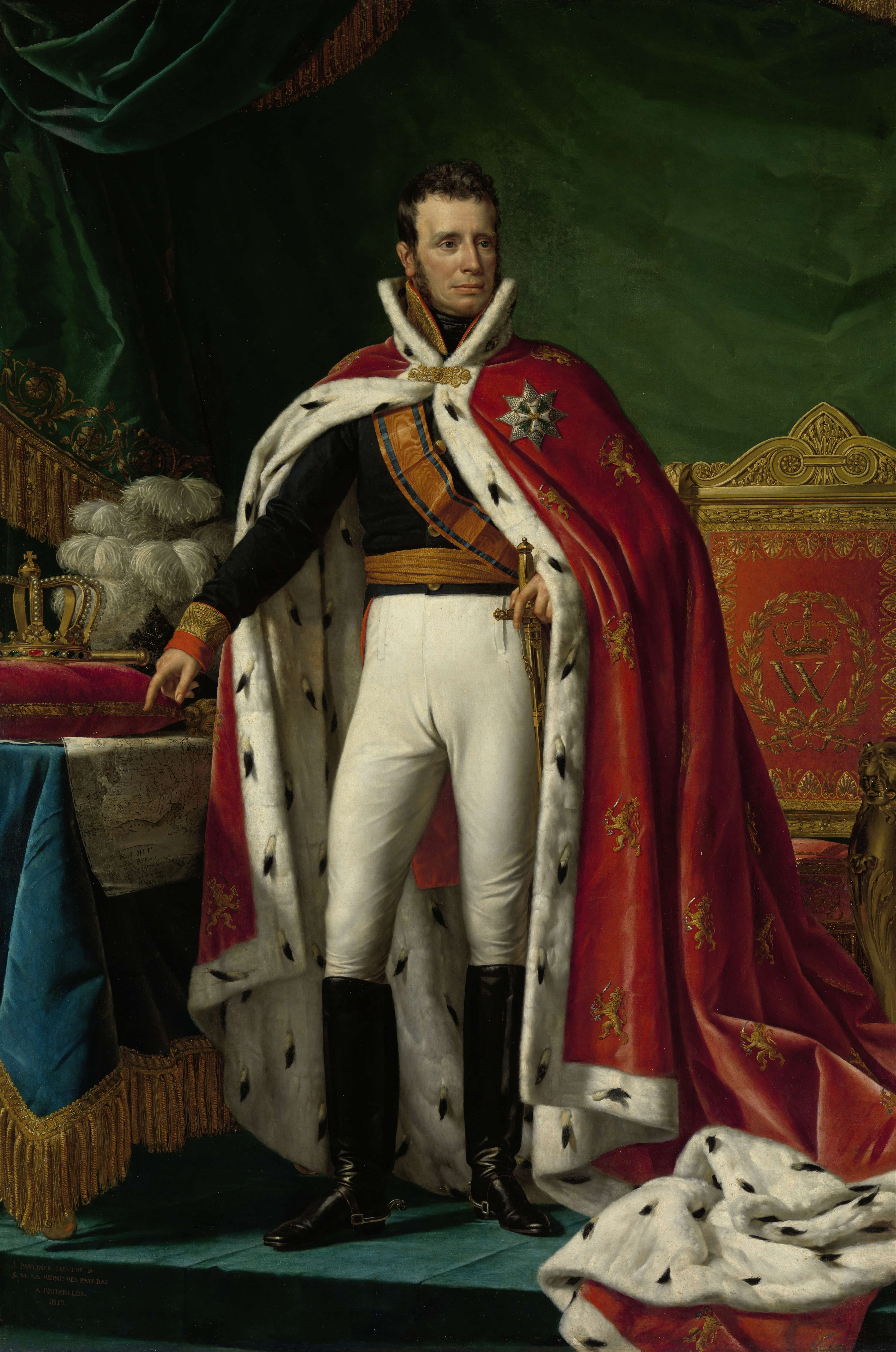
Guglielmo I dei Paesi Bassi
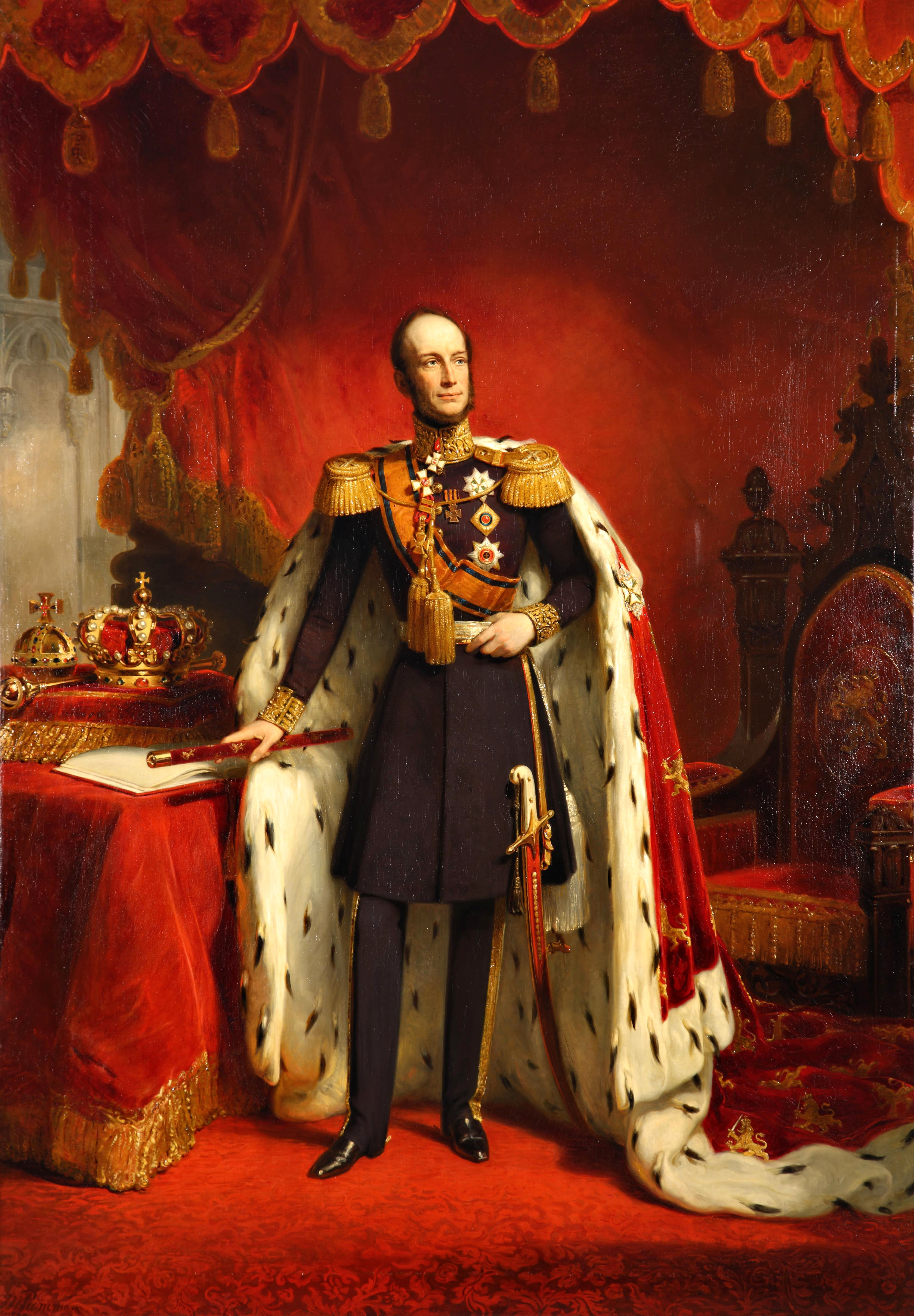
Guglielmo II dei Paesi Bassi
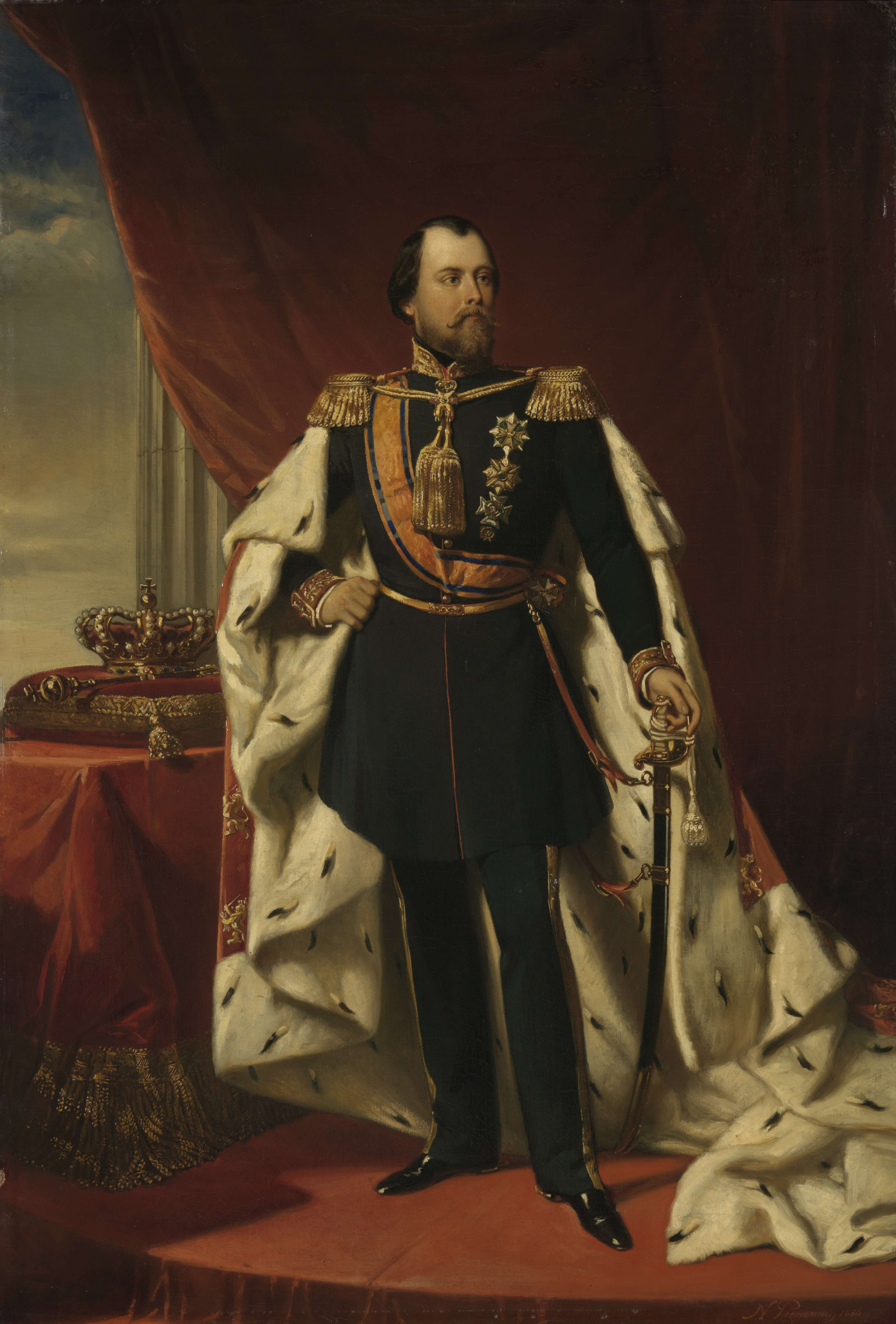
Guglielmo III dei Paesi Bassi
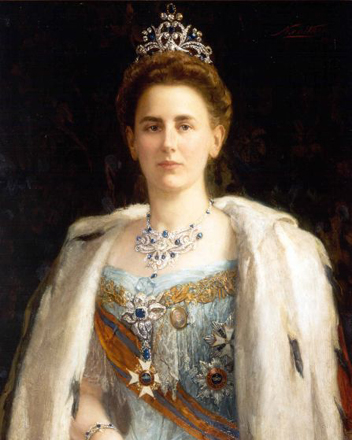
Guglielmina dei Paesi Bassi
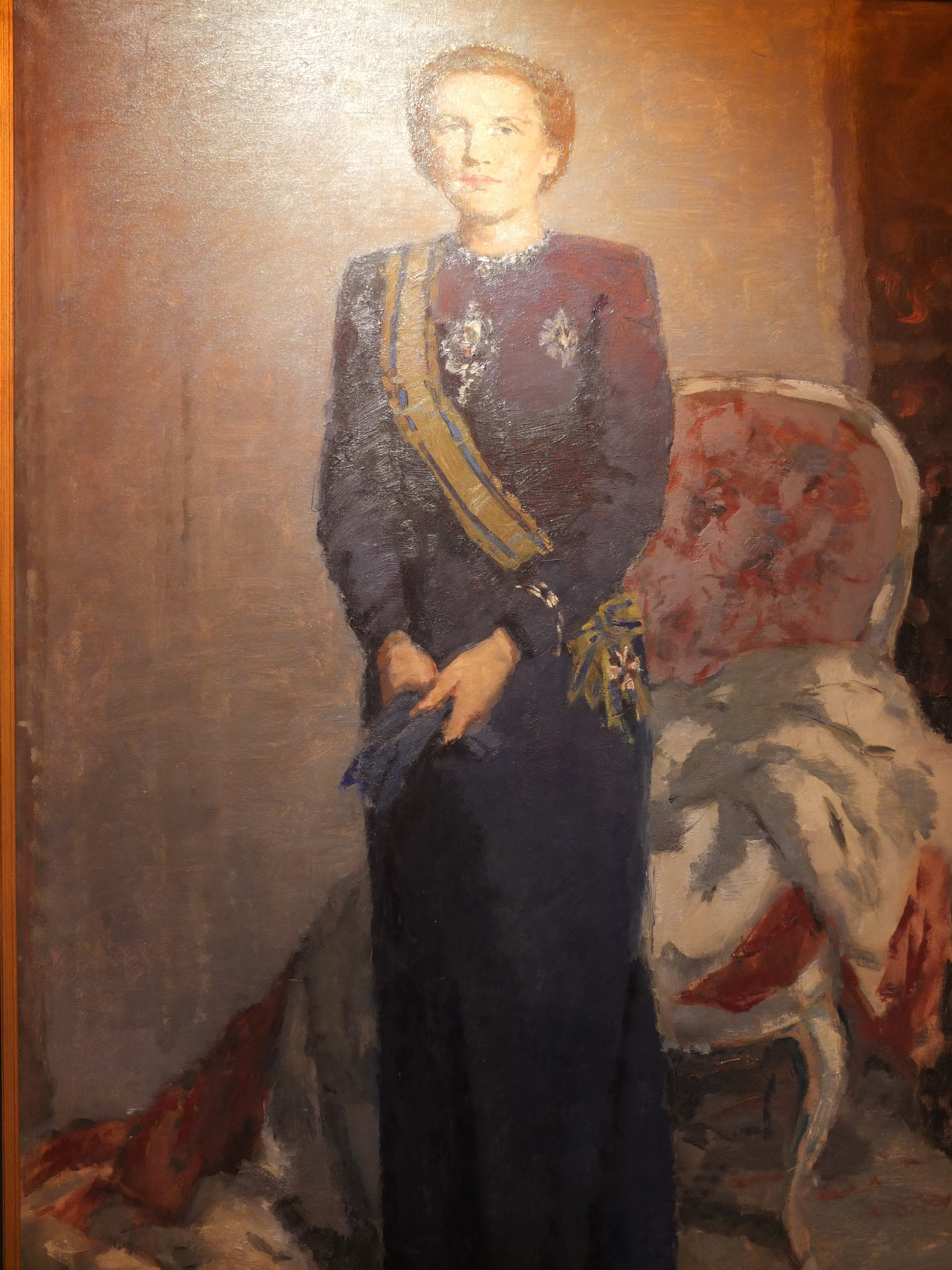
Giuliana dei Paesi Bassi
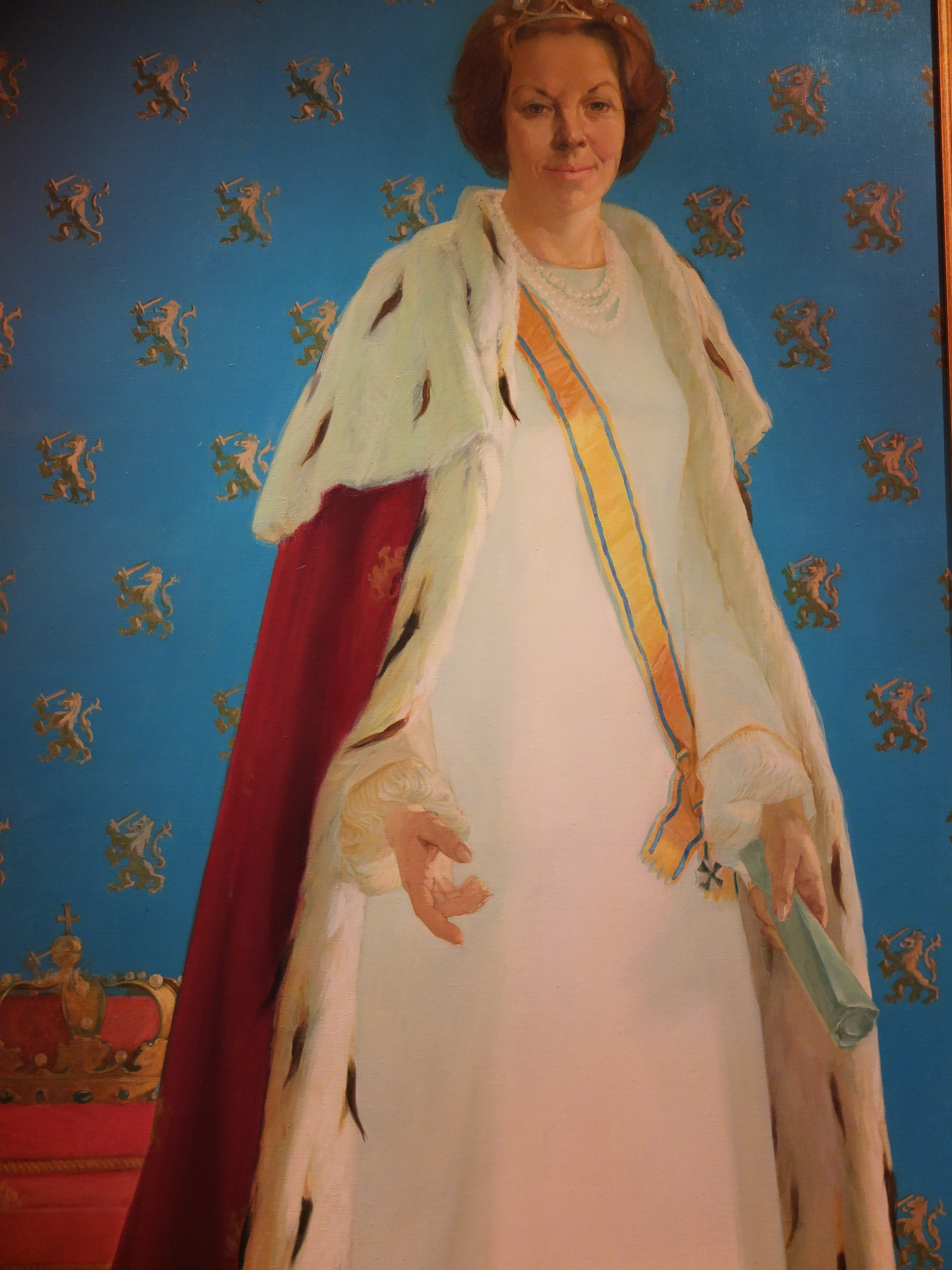
Beatrice dei Paesi Bassi
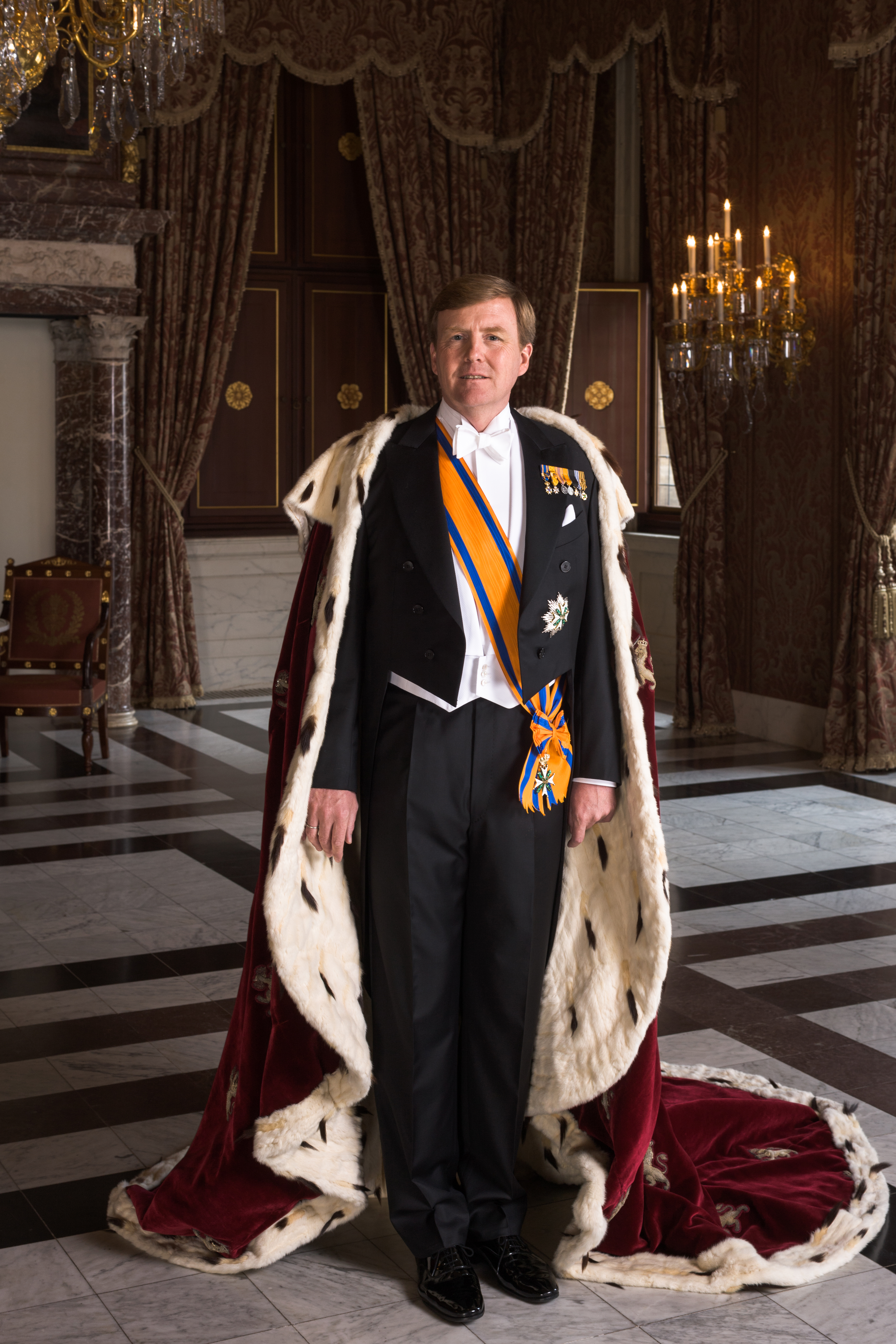
Guglielmo Alessandro dei Paesi Bassi

## Insegne
- La medaglia dell'ordine consiste in una croce maltese smaltata di bianco, con una croce di Borgogna tra le braccia di quella maltese. Sulle braccia della croce maltese si trovano in oro le lettere del motto Voor Moed - Beleid - Trouw (Per coraggio - Capacità di comando - Lealtà). Sul retro, il disco centrale con un monogramma "W" (per Guglielmo I dei Paesi Bassi) coronata, circondata da una corona d'alloro. La medaglia è coronata.
- La placca consiste in una stella ad otto punte con raggi, riportante il motivo della medaglia al centro.
- Il nastro dell'ordine è giallo con una striscia blu per lato.

## Privilegi riservati ai membri
I decorati dell'ordine hanno i seguenti privilegi:
- quando indossano la decorazione, gli insigniti devono essere salutati da tutto il personale militare olandese con riguardo per il suo rango;
- una volta all'anno tutti i membri si ritrovano per una riunione plenaria nel palazzo reale;
- i membri dell'ordine ottengono una pensione annuale speciale dallo stato;
- i membri dell'ordine ottengono dei posti riservati alle cerimonie ufficiali di stato.